# Maria Amélia Santos
Maria Amélia do Carmo Mota Santos ComIH (25 de Agosto de 1952), Professora do Ensino Superior, licenciada em história, Doutoranda em História Institucional e Política pela Universidade Nova de Lisboa foi deputada portuguesa independente pelo Partido Ecologista Os Verdes nas listas do Partido Comunista Português na IV legislatura, pelo Partido Ecologista Os Verdes na V legislatura e pelo Partido Socialista nas VIII e IX legislaturas.
Foi ainda deputada pelo Partido Ecologista Os Verdes no Parlamento Europeu entre 1989 e 1994, tendo presidido ao Grupo dos Verdes entre julho de 1989 e março de 1990.
A 7 de junho de 2013, foi agraciada com o grau de Comendador da Ordem do Infante D. Henrique.